# Synthemis eustalacta
Synthemis eustalacta – gatunek ważki z rodziny Synthemistidae.